# Kobus Schoeman
Pour les articles homonymes, voir Schoeman.
Kobus Schoeman (né le 16 novembre 1965) est un athlète sud-africain, spécialiste du 110 mètres haies.

## Biographie

### Palmarès
| Date | Compétition            | Lieu    | Résultat | Performance |
| ---- | ---------------------- | ------- | -------- | ----------- |
| 1992 | Championnats d'Afrique | Maurice | 2e       | 13 s 92     |
| 1993 | Championnats d'Afrique | Durban  | 1er      | 13 s 93     |

### Records
| Épreuve          | Performance | Lieu      | Date         |
| ---------------- | ----------- | --------- | ------------ |
| 110 mètres haies | 13 s 83     | Stuttgart | 19 août 1993 |